# Севард (король Эссекса)
Севард (др.-англ. Sæward) — король Эссекса, который правил совместно со своим братом Сексредом и ещё одним братом (его имя неизвестно; предполагают, что его могли звать Сигеберт или он был Сексбальдом, отцом короля Свитхельма).
Их отец Саберт обратился в христианство в 604 году. После его смерти они позволили людям поклоняться своим старым богам. Они изгнали Меллита, епископа Лондона, из королевства после того, как он отказал им в гостии.
В 623(?) Сексред, Севард и их брат были убиты в битве с Уэссексом. Им наследовал Сигеберт Добрый.